# Liskamm Occidental
El Liskamm Occidental (en italiano: Lyskamm W / Lyskamm occident.; en alemán: Liskamm West / Westliche Lyskamm) es una montaña situada en los Alpes Peninos, en el macizo del Monte Rosa. Se encuentra a lo largo de la frontera entre Italia (Valle de Aosta) y Suiza (Cantón del Valais).

## Altura
La altura aparece de manera distinta según la cartografía. La lista oficial de los cuatromiles de los Alpes, publicada por la UIAA en su boletín n.º 145, de marzo de 1994, indica que según la cartografía suiza más reciente, su cota es 4.479 m y, según la italiana igualmente más reciente, es 4.481 m. En el libro Cuatromiles de los Alpes por rutas normales, Richard Goedeke indica los 4.479 m de la cartografía suiza. 

## Características
El Liskamm Occidental está unido al Liskamm Oriental por una sutil crestería que se baja hasta la cota de 4.417 m. Sobre la vertiente sur (italiana) del Liskamm se alza la característica "Nariz del Liskamm" (Naso del Lyskamm en italiano, Liskamm Schneedomspitze en alemán).

## Ascenso a la cima
El ascenso al Liskamm Occidental se hace normalmente partiendo del Collado del Felik que se puede alcanzar desde el refugio Quintino Sella al Felik. Desde el collado se trata de subir la arista aérea occidental particularmente afilada y con cornisas y que alcanza pendientes de hasta 45°.
La cima puede también alcanzarse partiendo del Liskamm Oriental recorriendo el sutil filo de cresta que une las dos cimas.

## Clasificación SOIUSA

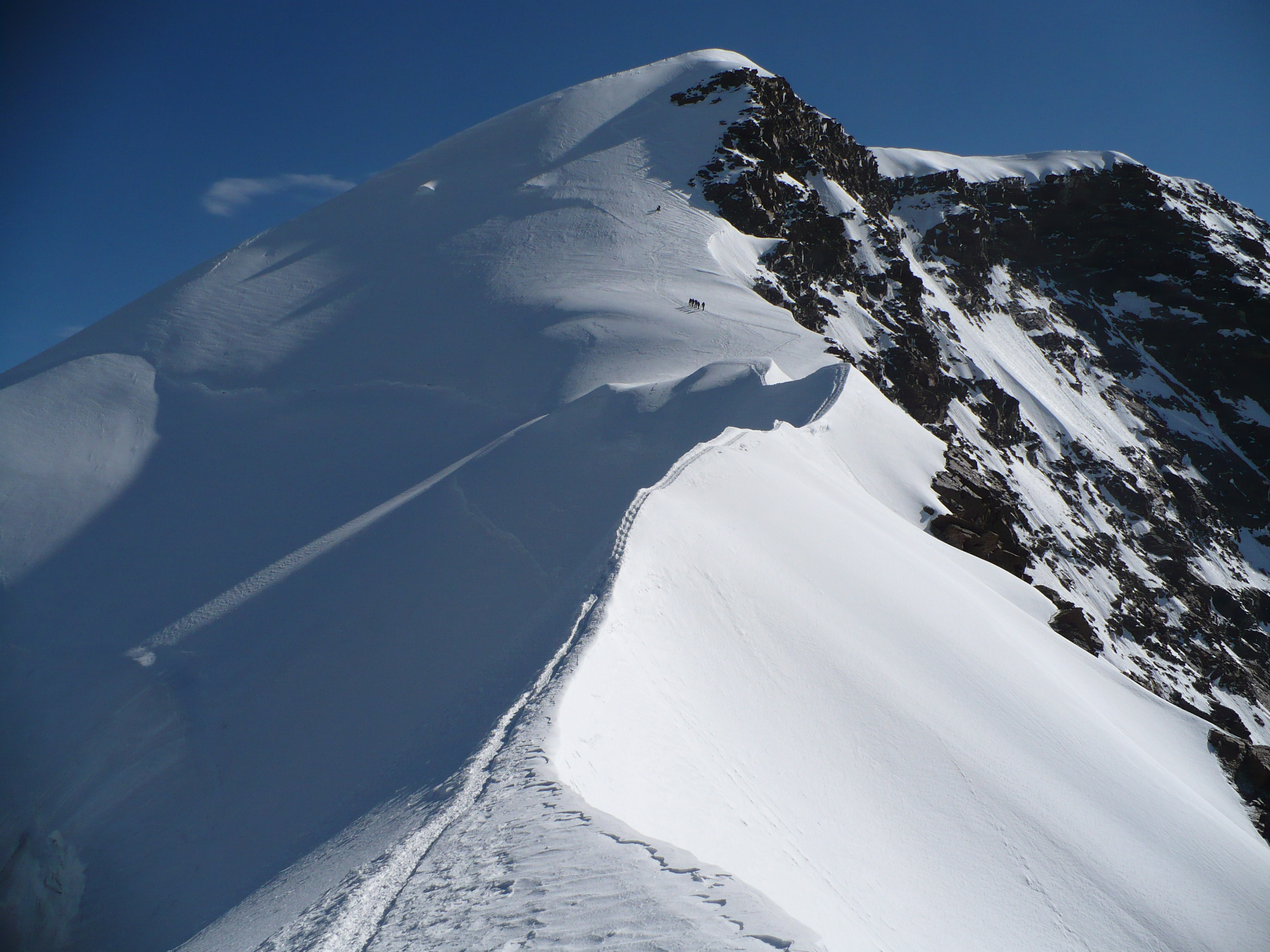
La cresta occidental del Liskamm Occidental vista desde el collado del Felik.

Según la clasificación SOIUSA, el Liskamm Occidental pertenece:
- Gran parte: Alpes occidentales
- Gran sector: Alpes del noroeste
- Sección: Alpes Peninos
- Subsección: Alpes del Monte Rosa
- Supergrupo: Grupo del Monte Rosa
- Grupo: Cadena Breithorn-Lyskamm
- Código: I/B-9.III-A.1